# Brachystelma chlorozonum
Brachystelma chlorozonum är en oleanderväxtart som beskrevs av Eileen Adelaide Bruce. Brachystelma chlorozonum ingår i släktet Brachystelma och familjen oleanderväxter. Inga underarter finns listade i Catalogue of Life.